# الگوی سرویس‌دهی تبلیغات ویدیویی
الگوی سرویس‌دهی تبلیغات ویدیویی (به انگلیسی: Video Ad Serving Template) مشخصاتی است که توسط انجمن تبلیغات تعاملی (IAB) تعریف و منتشر شده‌است و استانداردی را برای نیازهای ارتباطی بین سرورهای آگهی و پخش کننده‌های ویدیو به منظور ارائه تبلیغات ویدیویی تعیین می‌کند. این یک ساختار داده‌ای است که با استفاده از اکس‌ام‌ال انجام می‌شود.